# Dania Beach
Dania Beach é uma cidade localizada no estado americano da Flórida, no condado de Broward. Foi incorporada em 1904.

## Geografia
De acordo com o United States Census Bureau, a cidade tem uma área de 21,6 km², onde 21 km² estão cobertos por terra e 0,6 km² por água.

### Localidades na vizinhança
O diagrama seguinte representa as localidades num raio de 8 km ao redor de Dania Beach.

## Demografia
Segundo o censo nacional de 2010, a sua população é de 29 639 habitantes e sua densidade populacional é de 1 414,55 hab/km². Possui 15 671 residências, que resulta em uma densidade de 747,91 residências/km².

## Geminações
- Fredensborg, Região da Capital, Dinamarca[4]